# Ochroma pyramidale
Ochroma pyramidale, conocida como balsa, madera de balso o guaguaripo, es un árbol de la familia  Malvaceae. Es la única especie del género monotípico Ochroma y es nativa de México, Suramérica y el Caribe. 

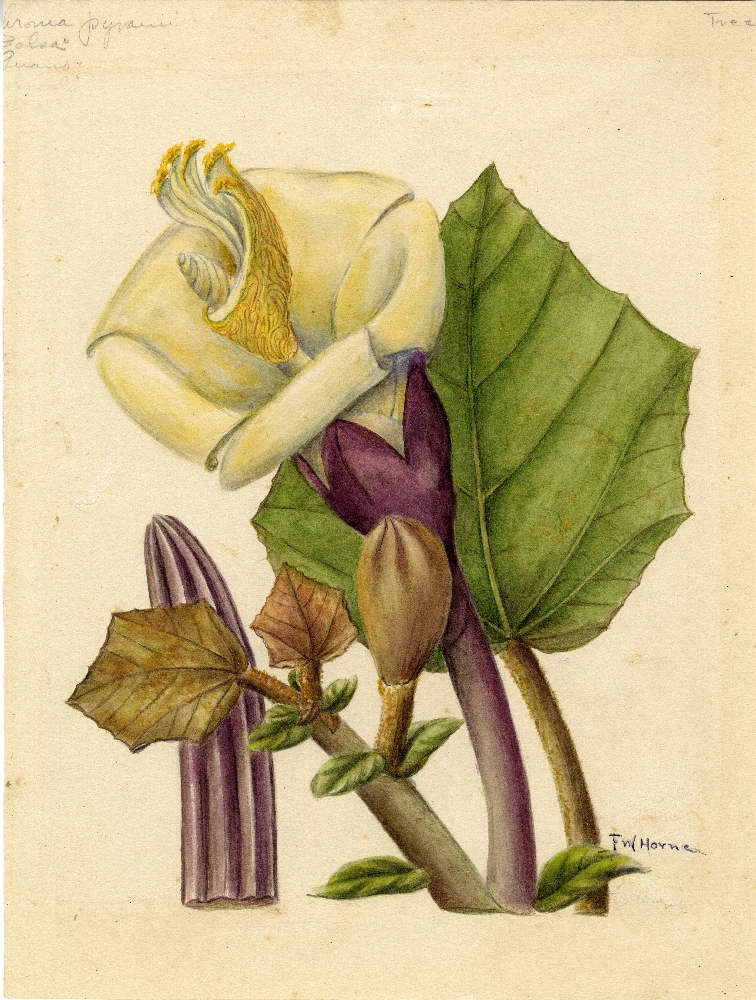
Ilustración

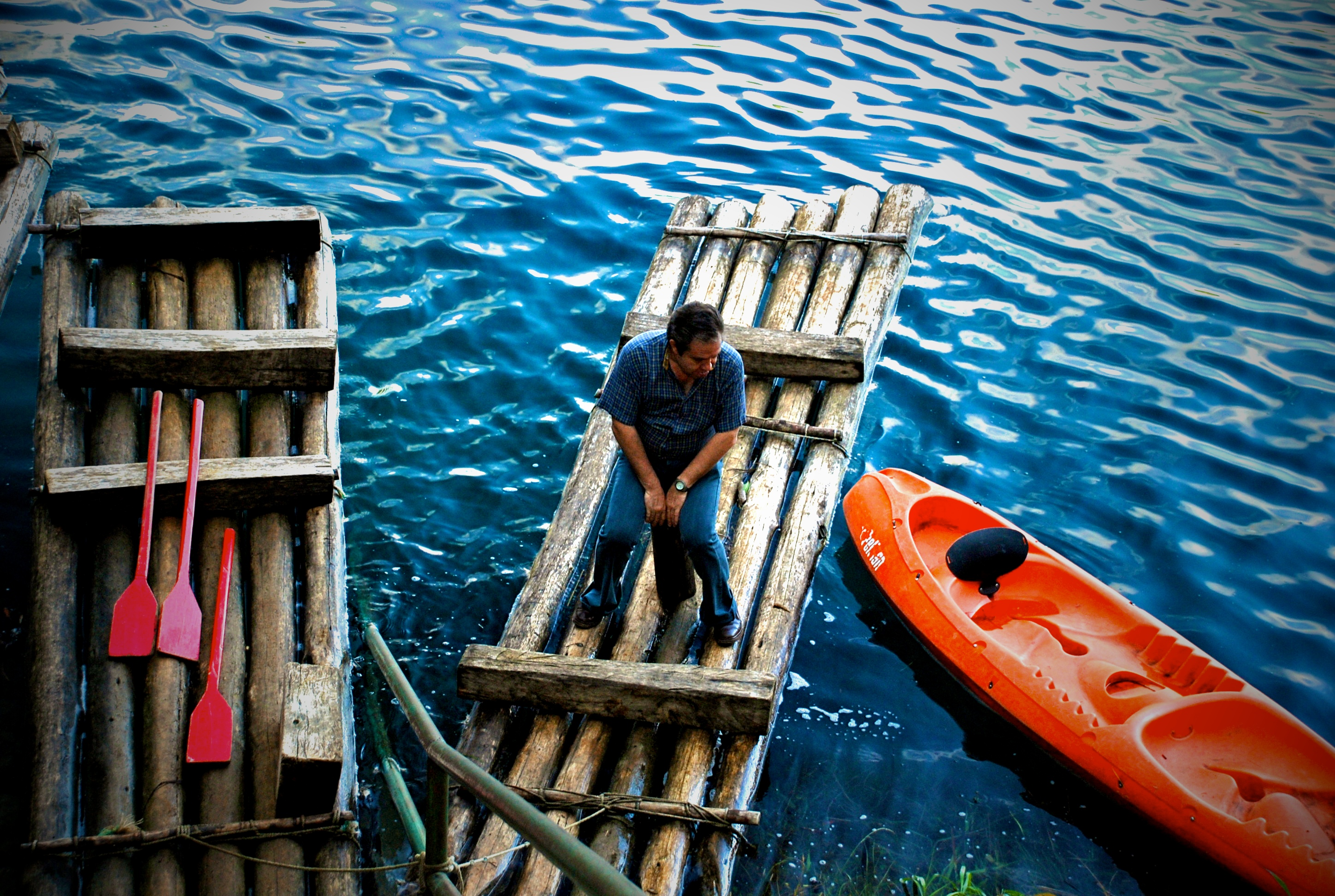
Balsas construidas con su madera

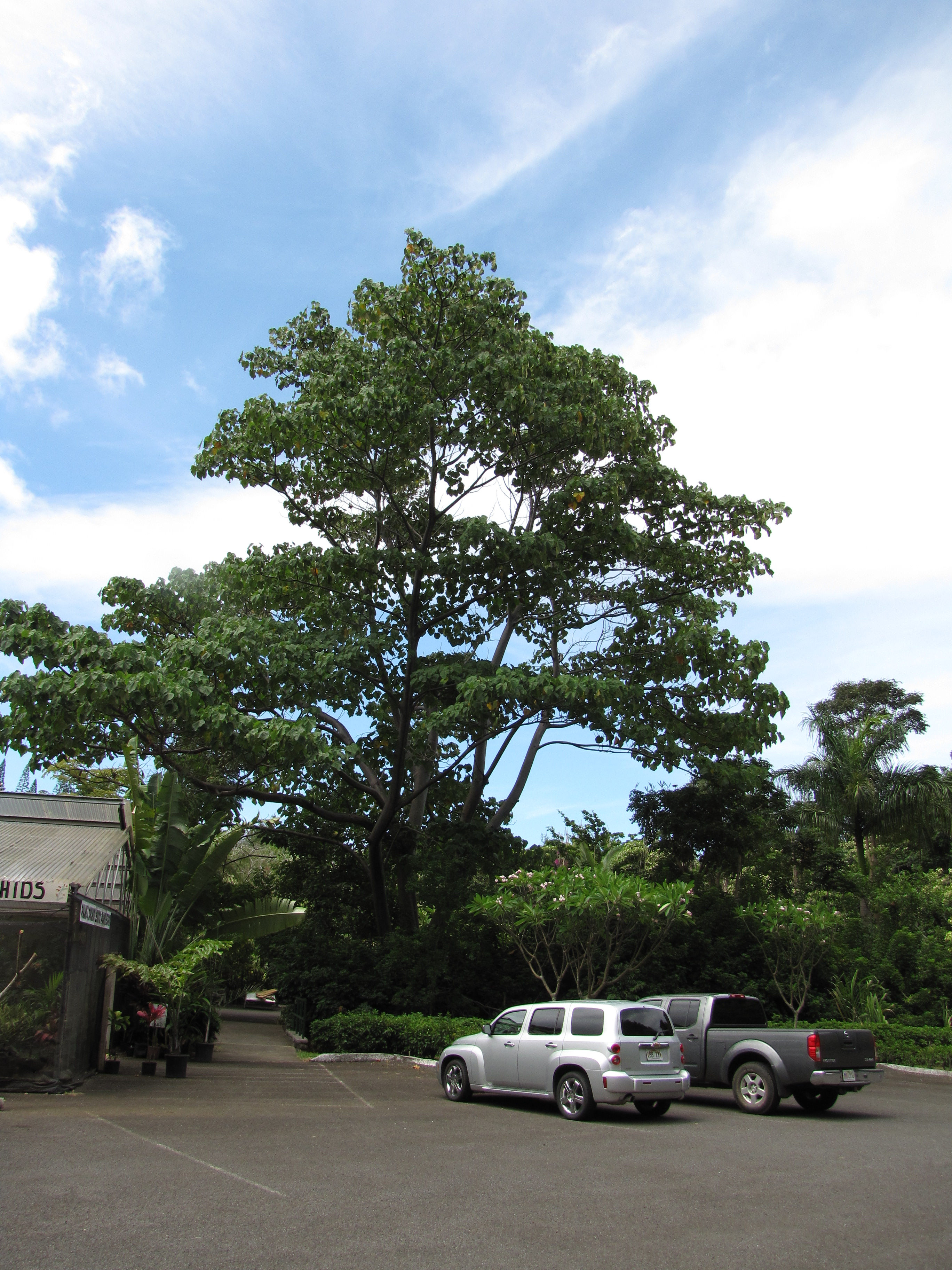
Vista del árbol

## Descripción
Son árboles que pueden alcanzar hasta 30 m de altura, siempreverdes, aunque pueden comportarse como caducifolios si la estación seca es muy larga. Poseen tronco liso de madera muy suave. Las hojas son simples, ampliamente ovadas, frecuentemente tres sublobadas, hasta 38 cm de largo y 30 cm de ancho, ápice redondeado a agudo, base más o menos cordada, con densa pubescencia café-amarillenta en el envés. Grandes flores (7–11 cm de largo) blancas o color crema en forma de trompeta. El cáliz es infundibuliforme-campanulado, pentalobulado de 5,5–7 cm de largo, más o menos puberulento; la parte expuesta de los pétalos mide 3,8–4,8 cm de largo, velutina; con filamentos numerosos formando una columna estaminal pentalobulada en el ápice; estilo espiralmente cinco sulcado. El fruto es una cápsula irregularmente angulada con crestas y surcos de 13–20 cm de largo, las valvas son coriáceas con semillas pequeñas, numerosas y envueltas en kapok. Es de color verde cuando está inmaduro pasando al negro y dehiscentes al madurar

## Distribución y hábitat
Especie común, se encuentra en bosques bajos perennifolios de crecimiento secundario, ocasional en bosques secos y húmedos, zonas pacífica y atlántica; a una altitud de 30–830 m s. n. m.; florece de  noviembre a febrero; desde México a Bolivia y en las Antillas.

## Usos
De acuerdo con Luis E. Acero D., a partir de su madera se han elaborado salvavidas y esquís acuáticos.

Esta madera llamada de balsa es muy liviana y blanda con un grano abierto de mediano a grueso. Otra madera con estas propiedades es el Jelutong. Su flotabilidad como madera es insuperable. De ahí su nombre al usarse como elemento constructor de balsas. Tiene consideración de madera dura o noble. Su densidad oscila entre los 100 a 200 kg/m³, con una típica de 140 kg/m³ (cerca de 1/3 de la densidad de otras maderas más duras). Esto lo hace un material popular para modelismo y se popularizó cuando Thor Heyerdahl lo usó en la construcción de la balsa Kon-tiki en su expedición a Polinesia que partió desde el Callao, en el Perú. 

Los livianos troncos de balso han sido vitales para las comunidades ribereñas, muestra de eso es el uso de plataformas flotantes, que a manera de “lavaderos de ropa” o de “muelles” están construidos con su madera. En ciudades ribereñas como Leticia, Iquitos, Manaos (río Amazonas), sobre grandes troncos de balso, se construyen núcleos de viviendas flotantes, las cuales incluyen hasta corrales para animales domésticos.
Añade además el Sr. Acero, que en las viviendas de la costa Pacífica colombiana, se prepara y toma la decocción de hojas para aliviar dolores de cabeza y resfriados.
Su madera recién cortada era materia prima para construir balsas de navegación, boyas para redes y para anzuelos de pesca. El karok se usa para rellenar almohadas. La corteza viva es una buena fibra de amarre para construcción y para asegurar paquetes. Actualmente su madera tiene un amplio uso en arquitectura y aeronáutica.

## Taxonomía
Ochroma pyramidale fue descrita por Leonid Averyanov y publicado en Repertorium Specierum Novarum Regni Vegetabilis, Beihefte 5: 123. 1920
Sinonimia
- Bombax angulata Sessé & Moc.
- Bombax angulatum Sessé & Moç.
- Bombax pyramidale Cav. ex Lam.
- Bombax pyramidatum Steud.
- Ochroma bicolor Rowlee
- Ochroma bolivianum Rowlee
- Ochroma concolor Rowlee
- Ochroma grandiflorum Rowlee
- Ochroma lagopus Sw.
- Ochroma limonense Rowlee
- Ochroma obtusa Rowlee
- Ochroma peruvianum I.M. Johnst.
- Ochroma tomentosum Humb. & Bonpl. ex Willd.
- Ochroma velutina Rowlee[4]

## Nombre común
- balsa, madera de balso (en Colombia), guaguaripo en Ecuador,  guano (en P. Rico y Honduras), lanero (en Cuba), polak (en Belice y Nicaragua), topa (en Perú) o tami (en Bolivia).[5]
- ceibón botija, lanero (en Cuba), huampo, palo de balsa (en Perú).[6]